# Alphonse Yanghat
Alphonse Yanghat   (4 de maig de 1947 - Pointe-Noire, abril 2018) fou un atleta i futbolista de la República del Congo de les dècades de 1970 i 1980.
Especialista en proves de velocitat, la seva millor marca en 100 metres era de 10.4 segons. El 1972 participà als Jocs Olímpics d'Estiu de 1972. Finalitzà setè a la seva sèrie només per davant de liberià Andrew Sartee. Participà amb només 15 anys essent l'esportista més jove de la República del Congo en participà en uns Jocs Olímpics.
Pel que fa al futbol, fou jugador de CARA Brazzaville, que el 1974 es va coronar campió africà de clubs davant Ghazl El Mahalla SC d'Egipte.